# Jaime Espinal
Jaime Yusept Espinal Fajardo (Santo Domingo, 14 d'octubre de 1984) és un lluitador porto-riqueny. El 2010 va guanyar la Medalla d'Or en categoria de menys de 84kg a Mayagüez. L'any 2012, va assolir la medalla de plata als Jocs Olímpics de Londres en la categoria de lluita lliure de menys de 84 kg, esdevenint així el segon porto-riqueny vice-campió olímpic, després del boxador Luis Ortiz l'any 1984. L'any 2013, va entrar en contacte amb la World Wrestling Entertainment per a començar una carrera al món de la lluita lliure professional així com en les Arts marcials mixtes.